# أصوات العربية

صوره لحرف الضاد، أحد أكثر الحروف تميزاً في اللغة العربية.

تشتمل اللغة العربية صواتيا (فونولوجيا) على أربع وثلاثين وحدة صوتية، تختلف من لهجة عربية لأخرى، كما كان لها تأثير في لغات عديدة كاللغة الأردوية والملايوية.

## توزيع التردد
الراء أشد صوتة عربية ترددا، والظاء أقلها:
| صوتة | تردد |     | صوتة | تردد |
| ---- | ---- | --- | ---- | ---- |
| \ر\  | 24%  | \و\ | 18%  |      |
| \ل\  | 17%  | \م\ | 17%  |      |
| \ن\  | 17%  | \ب\ | 16%  |      |
| \ف\  | 14%  | \ع\ | 13%  |      |
| \ق\  | 13%  | \د\ | 13%  |      |
| \س\  | 13%  | \ح\ | 12%  |      |
| \ي\  | 12%  | \ش\ | 11%  |      |
| \ج\  | 10%  | \ك\ | 9%   |      |
| \ه\  | 8%   | \ز\ | 8%   |      |
| \ط\  | 8%   | \خ\ | 8%   |      |
| \ص\  | 7%   | \ء\ | 7%   |      |
| \ت\  | 6%   | \ض\ | 5%   |      |
| \غ\  | 5%   | \ث\ | 3%   |      |
| \ذ\  | 3%   | \ظ\ | 1%   |      |

## وصلات خارجية
- قوانين الفونولوجيا العربية

| الحروف العربية الأصل        | الحروف العربية الأصل | الحروف العربية الأصل | الحروف العربية الأصل | الحروف العربية الأصل | الحروف العربية الأصل | الحروف العربية الأصل | الحروف العربية الأصل | الحروف العربية الأصل | الحروف العربية الأصل | الحروف العربية الأصل | الحروف العربية الأصل | الحروف العربية الأصل | الحروف العربية الأصل | الحروف العربية الأصل | الحروف العربية الأصل | الحروف العربية الأصل | الحروف العربية الأصل | الحروف العربية الأصل | الحروف العربية الأصل | الحروف العربية الأصل | الحروف العربية الأصل | الحروف العربية الأصل | الحروف العربية الأصل | الحروف العربية الأصل | الحروف العربية الأصل | الحروف العربية الأصل | الحروف العربية الأصل |
| --------------------------- | -------------------- | -------------------- | -------------------- | -------------------- | -------------------- | -------------------- | -------------------- | -------------------- | -------------------- | -------------------- | -------------------- | -------------------- | -------------------- | -------------------- | -------------------- | -------------------- | -------------------- | -------------------- | -------------------- | -------------------- | -------------------- | -------------------- | -------------------- | -------------------- | -------------------- | -------------------- | -------------------- |
| ألف                         | باء                  | تاء                  | ثاء                  | جيم                  | حاء                  | خاء                  | دال                  | ذال                  | راء                  | زاي                  | سين                  | شين                  | صاد                  | ضاد                  | طاء                  | ظاء                  | عين                  | غين                  | فاء                  | قاف                  | كاف                  | لام                  | ميم                  | نون                  | هاء                  | واو                  | ياء                  |
| تاريخ · اشتقاق · خط · تشكيل |                      |                      |                      |                      |                      |                      |                      |                      |                      |                      |                      |                      |                      |                      |                      |                      |                      |                      |                      |                      |                      |                      |                      |                      |                      |                      |                      |